# Antiche unità di misura del circondario di Potenza
Nella provincia di Potenza, l'unità locale di misura della superficie usata in agraria è il tomolo.
Il valore del tomolo è variabile da comune a comune; nel capoluogo corrisponde a 41(a) are e 15,22 (ca) centiare, ossia a 4.115,22 m2
Altre misure locali correlate:
| 1 versura | 3 tomoli    |
| 1 tomolo  | 2 mezetti   |
| 1 tomolo  | 8 stoppelli |